# Kulz
Kulz ist ein Gemeindeteil von Thanstein und eine Gemarkung im Oberpfälzer Landkreis Schwandorf in Bayern.

## Geographische Lage
Das Kirchdorf Kulz liegt ungefähr vier Kilometer nördlich von Thanstein und etwa 2,5 Kilometer westlich der Bundesstraße 22.

## Geschichte

### Anfänge bis 14. Jahrhundert
Der Name Kulz (auch: „Chulmz, Chulmtz, Kulmtz, Chuolmiz, Culntz, Kulncz, Khulz“) ist slawischen Ursprungs und deutet auf eine frühe Besiedlung noch vor dem 11. Jahrhundert hin.
Es liegt im Einzugsbereich einer Altstraße, die von Schwarzhofen über Dieterskirchen, Weislitz, Kulz, Treffelstein nach Bischofteinitz bzw. Taus führte.
Außerdem ist Kulz über Weislitz mit der Ascha verbunden, deren Tal bereits vor dem Jahr 1000 besiedelt war.
Schriftlich wurde Kulz im Herzogsurbar 1285 erstmals erwähnt.
In den Salbüchern der Jahre 1285 und 1326 wurde Kulz mit 16 Lehen, vier Huben und sieben Feldern als zu Neunburg vorm Wald gehörend aufgeführt.
In der Mitte des 13. Jahrhunderts wurde das Kloster Schönthal gegründet. Von diesem Zeitpunkt an wurden von vielen Adligen Schenkungen an dieses Kloster gemacht.
So gaben 1290 Otto von Pertolzhofen und Konrad von Murach ihr Lehen, das aus Zehnten im Dorf Kulz bestand, zugunsten des Klosters Schönthal an Herzog Ludwig zurück.
1315 erhielt Heinrich der Geiganter vier Höfe und vier Lehen in Kulz von Herzog Rudolf.
Ebenfalls 1315 wurde Jordan von Murach als mit Kulz belehnt aufgeführt.

### 15. Jahrhundert und 16. Jahrhundert
Als Inhaber je eines Gutes in Kulz wurden verzeichnet: 1402 „Ott Muracher“, 1425 „Friedrich der Gräull“, 1439 „Ulrich Magenst“ und „Ulrich Warberger“, 1461 „Christoph Warberger“ (zwei Höfe).
In der Schlacht bei Hiltersried, die Pfalzgraf Johann 1433 gegen die Hussiten führte, starben drei der mitkämpfenden Kulzer.
Schon 1419 trat ein Mitglied der Familie Mangst als Besitzer in Kulz auf. „Ulrich Mangst“ wurde 1439 in einer Urkunde als Besitzer von Kulz belegt und 1470 besaß Peter Mangst von Weislitz ein lehenbares Gut in Kulz.
Kulz war seit 1485 als kuroberpfälzisches Lehengut nachweisbar.
1485 bekam Ulrich Mangst einen Lehenbrief für Kulz mit allem Dazugehörigen und Tafern.
Dessen Sohn Hanns Mangst beerbte ihn und war 1507 bis 1558 Besitzer von Kulz.
1572 hatte Kulz neun Mannschaften und 24 Bauern, die Leibeigene der Adligen waren.
1586 besaßen die Herren von Waldau, Hanns Christoph Fuchs zu Winklarn, Otto von Ebleben, Hanns Sigmund von Pertolzhofen und Thomas Philipp von Murachs Erben Mannschaften und Güter in Kulz.
Die Gemeindeherrschaft stand jedoch dem Amt Neunburg zu.

### 17. Jahrhundert
Hanns Georg Mangst folgte seinem Vater Hanns Mangst für die Jahre 1600 bis 1629 als Besitzer von Kulz.
Er starb ohne männliche Nachkommen 1629. Seine Güter fielen an das Landrichteramt Neunburg zurück.
Seine Witwe Barbara Mangst wurde ausgewiesen, wogegen sie sich vergeblich zu wehren suchte.
1631 wurden in den Steuerlisten für Kulz aufgezeichnet „zwei Pferde, 185 Rinder, 32 Schweine, 104 Schafe, vier Ziegen und 44 Anwesen“.
Der Dreißigjährige Krieg verringerte die Bevölkerung und verschlechterte die wirtschaftlichen Verhältnisse. Nach seinem Ende gab es in Kulz nur noch vier Mannschaften.
Von 21 Häusern waren nur noch 17 erhalten, der Viehbestand hatte sich von 176 auf 151 Stück verringert. Sitz, Dorf und Feld lagen öde. Das frühere Schloss war nicht mehr vorhanden.
Deshalb konnte 1661 Hanns Friedrich von Ginzkofen das Lehen Kulz mit Tafern um 150 Gulden erhalten, wurde jedoch verpflichtet, den Sitz und die Tafern wieder aufzurichten.
1661 wurden in den Steuerlisten für Kulz aufgezeichnet: „vier Pferde, 166 Rinder, 28 Schweine, 60 Schafe, sechs Ziegen und 37 Anwesen“.
Nach dem Tod Hanns Friedrich von Ginzkofens übernahm 1670 Johann Georg Brodreis das Lehen Kulz.
Im 17. Jahrhundert hatten in Kulz die Adelsgüter Thanstein, Dieterskirchen, Winklarn und das Landgericht Neunburg vorm Wald Herrschaftsrechte. Daneben gab es die Landsasserei Kulz.

### 18. Jahrhundert
1762 gab es in Kulz 14 Eigentümer, elf Inwohner und 20 Herdstätten.
Anfang des 18. Jahrhunderts wurde das Mannlehen Kulz in ein durchgehendes Lehen umgewandelt, d. h. bei Fehlen männlicher Nachkommen konnten auch die Witwen und Töchter das Lehen übernehmen.
Von der Familie Brodreis ging das Lehen Kulz über Balthasar Pachmayr, Johann Schmidt (Neunburger Landrichteramtsverwalter), Franz Xaver Oberndorf (Landshuter Bürgermeister), Franz Pettenkofer, Anton Maximilian Stolz an die Familie Horneck, die es bis 1797 innehatte.

### 19. Jahrhundert
Neben dem Lehen im Besitz der Familie Horneck gab es in Kulz noch viele andere Besitzer (nämlich 1808: Landgericht Neunburg vorm Wald, Hofmark Dieterskirchen, Hofmark Thanstein, Herrschaft Winklarn, Hofmark Murach, Gotteshaus Dieterskirchen, Kirche Kulz, Pfarrei Neunburg, Spital Neunburg, Landsassengut Kulz und verschiedene Privatpersonen), die Höfe und Untertanen unter ihrer Herrschaft hatten.
Anfang des 19. Jahrhunderts hatte Kulz einen Schmied, einen Schneider, einen Schuhmacher, drei Schuster, einen Wagner, 13 Weber und einen Wirt.
Zu Beginn des 19. Jahrhunderts wurde staatlicherseits versucht, die Verwaltungsstruktur zu vereinfachen und – gegen den zähen Widerstand der Besitzer – die Gerichtsbarkeit auf den Staat zu übertragen. Dieser Prozess verlief in mehreren Schritten.
Durch Säkularisation und Mediatisierung wurden die zersplitterten territorialstaatlichen Gebilde und die differenzierte Struktur der gericht- und grundherrlichen Zuordnungen beseitigt und versucht, die gutsherrlichen Rechte nach und nach zu reduzieren.
Es wurden Landgerichte älterer Ordnung gebildet.
Entsprechend einer Verordnung von 1808 wurde das Landgericht Neunburg vorm Wald in 55 Steuerdistrikte unterteilt.
Dabei bildete Kulz mit den Ortschaften Kulz, Prackendorf, Holzhaus und Ziegelhütte einen Steuerdistrikt.
1820 wurden Ruralgemeinden gebildet.
Dabei entstand die Ruralgemeinde Kulz, die aus der Ortschaft Kulz mit 76 Familien und der Einöde Ziegelhütte mit einer Familie bestand.
Für die zunächst weiter bestehenden Patrimonialgerichte wurden im Organischen Edikt über die Patrimonialgerichtsbarkeit Vorschriften erlassen, die darauf zielten, nur noch größere und zusammenhängende Territorien zuzulassen.
Daneben wurde jede Gelegenheit wahrgenommen, Patrimonialgerichte aufzulösen und die Gerichtsbarkeit an die Landgerichte einzuziehen.
1806 hatte Karl Graf Eckart die Gerichtsbarkeit über den größten Teil von Kulz inne. Ihm wurde 1820 die Bildung eines Patrimonialgerichts 1. Klasse in Kulz genehmigt, wofür er von Anton von Horneck 27 grundbare Gerichtsuntertanen übernommen hatte.
1827 stellte das Landgericht Neunburg fest, dass 69 Familien in Kulz fünf verschiedenen Gerichtsherren unterstanden.
1839 wurde die gutsherrliche Gerichtsbarkeit auf Kulz für beendet erklärt und Kulz wurde unter die Gerichtsbarkeit und Verwaltung des Landgerichts Neunburg gestellt.
1840 wurde der Familie Du Moulin-Eckart die Bildung eines Patrimonialamtes Kulz zur Ausübung der Distrikts- und niederörtlichen Polizei gestattet.
1848 wurden die feudalen Privilegien abgeschafft und die Patrimonialgerichte aufgelöst.
Die Gerichtsbarkeit und die Polizeigewalt gingen damit endgültig und vollständig an den Staat über.

### 20. Jahrhundert bis Gegenwart
Bei der Auflösung der Gemeinde Weislitz 1946 kamen Kiesenberg und Neudeck zur Gemeinde Kulz.
1961 war Kulz eine Gemeinde mit den Orten Kulz, Kiesenberg, Krähhof, Neudeck und Ziegelhütte, einer Fläche von 1199,13 Hektar und 499 Einwohnern, davon 411 im Kirchdorf Kulz.
1978 wurde Kulz in die Gemeinde Thanstein eingegliedert.

### Einwohnerentwicklung
Einwohnerzahl der Gemeinde Kulz
| Jahr | Einwohner |
| ---- | --------- |
| 1840 | 483       |
| 1861 | 561       |
| 1867 | 552       |
| 1871 | 520       |
| 1890 | 577       |
| 1900 | 503       |
| 1910 | 510       |
| 1919 | 552       |

| Jahr | Einwohner |
| ---- | --------- |
| 1933 | 492       |
| 1939 | 452       |
| 1946 | 635       |
| 1950 | 597       |
| 1961 | 499       |
| 1970 | 516       |

## Kultur und Sehenswürdigkeiten

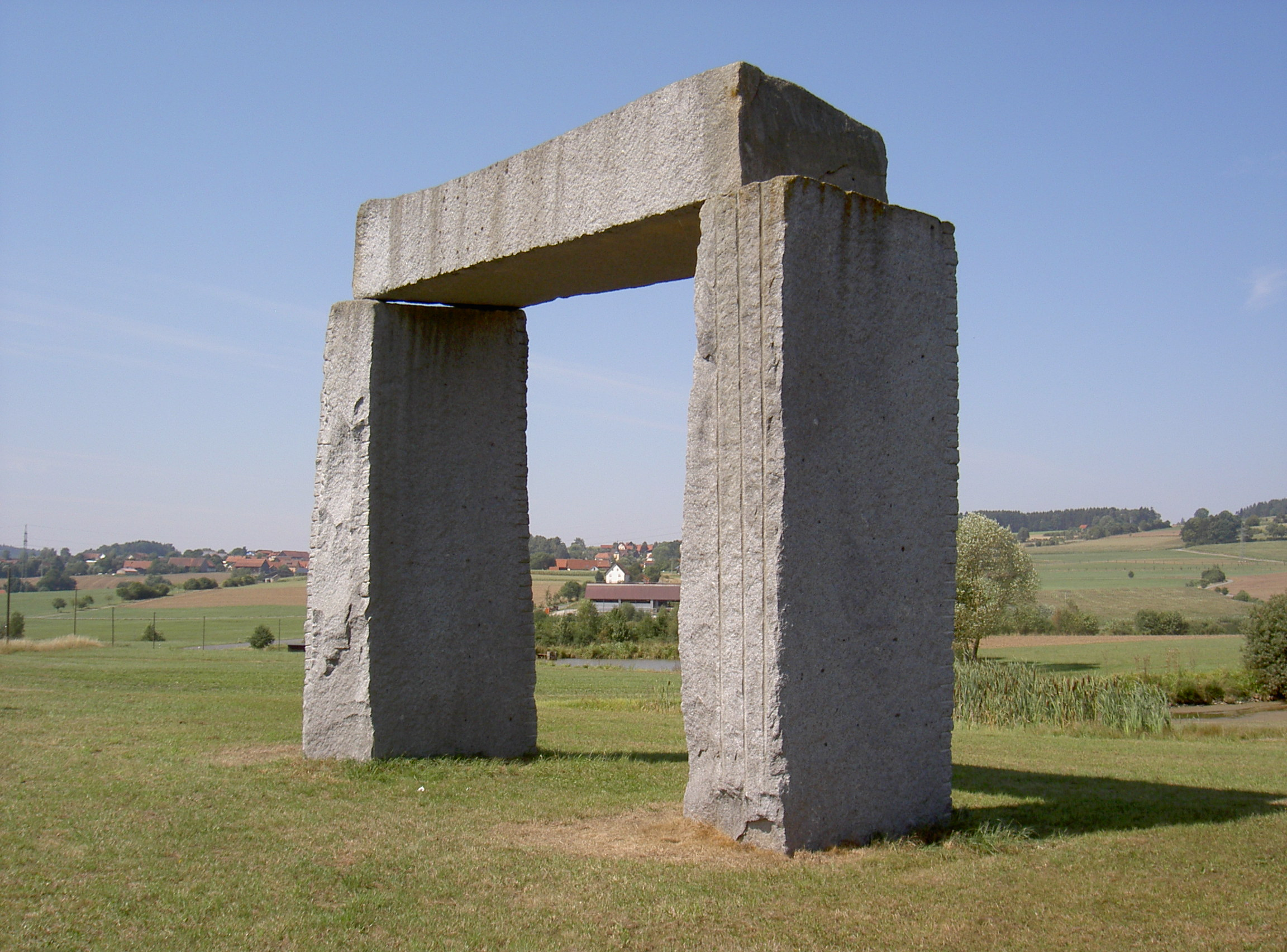
Kulzer Stonehenge

- Das Kulzer Moos entstand im Quartär.[22] Es wurde bis in die 1960er Jahre zum Torfabbau genutzt, dann in ein Naturschutzgebiet umgewandelt. Auf den ehemaligen Ochsenkarrenwegen führt ein Moorlehrpfad durch das Kulzer Moos. Man gelangt zum Kulzer Moos, indem man am südwestlichen Ortsrand von Kulz die Moosstraße in Richtung Süden nimmt. Die zweite Abzweigung nach Westen führt zum Moorlehrpfad.[23]
- Die Expositurkirche St. Josef in Kulz wurde, nachdem die alte Kirche einem verheerenden Dorfbrand 1869 zum Opfer gefallen war, 1870 bis 1876 aufgebaut, 1874 geweiht. Sie zeichnet sich durch ein in einheitlich neugotischem Stil gestaltetes und sorgfältig restauriertes Inneres aus, was in der ansonsten barock geprägten Oberpfalz eine kostbare Seltenheit darstellt.[24]
- Am 22. und 23. Oktober 1994 wurde für eine Fernsehdokumentation zwischen Kulz und Krähhof das „Kulzer Stonehenge“ mit Hilfe des Neunburger Technischen Hilfswerks und der Kulzer Bevölkerung errichtet. Der Steinmetzbetrieb Herrmann Granit und Naturstein GmbH aus Krähhof lieferte dazu die drei großen, 40 Tonnen schweren Granitblöcke. Das Anliegen war, zu zeigen, dass es möglich ist, solche monumentalen Gebilde ohne die Hilfe moderner Maschinen zu errichten.[25][26]